# Sporophile télasco
Sporophila telasco
Espèce
Statut de conservation UICN

 LC  : Préoccupation mineure
Le Sporophile télasco (Sporophila telasco) est une espèce de passereau appartenant à la famille des Thraupidae.

## Répartition
On le trouve en Colombie, en Équateur, au Pérou et au Chili.